# Диоцез Лунда
Диоцез Лунда — диоцез Церкви Швеции, сформированный приблизительно в 1050 году. До 1553 года католическое епископство. Диоцез охватывает провинции Блекинге и Сконе и насчитывает 155 приходов. С 2014 года епископом Лунда является Юхан Тирберг, который занял должность после того, как предыдущая епископ Антье Якелен стала первой женщиной-архиепископом Уппсалы Церкви Швеции.
Кафедральным собором диоцеза является Кафедральный собор Лунда.

## Суперинтенданты Лунда
В 1537—1679 годах в диоцезе Лунда была только такая церковная высшая управляющая должность.
- 1537—1551 — Франс Вормордсен
- 1551—1560 — Нильс Палладий
- 1560—1577 — Тиге Асмундсен
- 1578—1589 — Нильс Хвид
- 1589—1611 — Могенс Мэдс
- 1611—1619 — Пол Ааструп
- 1620—1637 — Мадс Йенсен Меделфар
- 1638—1658; 1676—1679 — Педер Винструп

## Епископы Лунда
Дания вновь захватила Сканию в 1676—1679 годах, Педер Винструп был епископом в течение этих лет.
- 1658—1676 — Педер Винструп
- 1679—1687 — Канутус Хан
- 1688—1694 — Кристиан Папке
- 1694—1714 — Матиас Стеухиус
- 1715—1734 — Йонас Линнериус
- 1734—1738 — Андреас Риделиус
- 1738—1740 — Карл Папке
- 1740—1747 — Хенрик Бенцелиус
- 1748—1777 — Юхан Энгестрем
- 1777—1794 — Олоф Цельсий
- 1794—1803 — Петрус Мунк (Розеншельд)
- 1805—1811 — Нильс Хесслен
- 1811—1854 — Вильгельм Факсе
- 1854—1856 — Хенрик Рейтердаль
- 1856—1865 — Юхан Хенрик Томандер
- 1865—1897 — Вильгельм Фленсбург
- 1898—1925 — Готтфрид Биллинг
- 1925—1948 — Эдвард Роде
- 1949—1958 — Андерс Нигрен
- 1958—1960 — Нильс Боландер
- 1960—1970 — Берндт (Мартин) Линдстрем
- 1970—1980 — Олле Нивениус
- 1980—1992 — Пер-Олов Арен
- 1992—1997 — Карл Густав Хаммар
- 1997—2007 — Кристина Оденберг
- 2007—2014 — Антье Якелен
- 2014—н. в. — Юхан Тирберг